# Kopieren und Einfügen
Kopieren und Einfügen (auch Kopieren und Einsetzen; englisch copy and paste, copy & paste, copy ’n’ paste, abgekürzt C&P) ist ein zweistufiges Prinzip der Übertragung von Daten zwischen Software-Anwendungen.

Kontext-Menü unter Windows

Kontext-Menü unter Mac OS X

Zuerst werden die zu übertragenden Daten aus einer Anwendung heraus in einen Zwischenspeicher übertragen (englisch copy ‚kopieren‘). Von dort aus können sie dann in derselben oder einer anderen Anwendung des Nutzers beliebig oft wieder eingelesen werden (englisch paste ‚einfügen‘), da die Daten im Zwischenspeicher erhalten bleiben. Häufig wird als Zwischenspeicher die Zwischenablage (englisch clipboard) verwendet, deren Funktionen durch einen Clipboard-Manager erweitert werden können.
Ein Sonderfall des Kopierens und Einfügens ist das Ausschneiden und Einfügen (englisch cut and paste) oder Verschieben (englisch move), bei dem das betroffene Element am Ursprungsort nach dem Kopieren zusätzlich gelöscht wird.

## Geschichte
Die Zwischenablage wurde zusammen mit grundlegenden Textsuch- und Ersetzungsfunktionen in den 1970er Jahren von Larry Tesler am Xerox PARC für die Smalltalk-76-Programmierumgebung implementiert. Smalltalk-76 wurde in den Jahren 1973–1976 entwickelt und verwendete erstmals ein GUI mit Fenstern (vgl. WIMP).
Die Funktionalität wurde bekannt durch die Betriebssysteme der Apple Lisa (1983) und des Apple Macintosh (1984). Die Funktion besteht aus dem gleichzeitigen Drücken der Befehlstaste (⌘, auch „Apfel-Taste“) und einer weiteren Taste, und zwar X für Ausschneiden, C für Kopieren und V für Einsetzen. Diese Tastenkombinationen wurden später durch Microsoft für Windows und vielen anderen Betriebssystemen übernommen, wobei hier anstatt der Befehlstaste die Steuerungstaste zum Einsatz kommt. Bei vielen Betriebssystemen gibt es neben den Tastaturbefehlen auch die Möglichkeit, diese Funktionen per Menü oder Kontextmenü aufzurufen.
Die drei Zwischenablagen-Funktionen Ausschneiden, Kopieren und Einfügen stellen heute eine Kulturtechnik dar und es wird vom Benutzer erwartet, dass diese vom Betriebssystem bereitgestellt werden. Beim Betriebssystem iOS kam diese erst mit der Version 3.0, weil vorher unklar war, wie diese mangels physisch vorhandener Tastatur, Menü und Kontextmenü alternativ abgebildet werden kann per Geste am Touchscreen.

## Funktion
Kopieren und Einfügen wird verwendet, um in einer Datei bestimmte Teile zu vervielfältigen oder um Textteile beziehungsweise kompliziert strukturierte Zeichenfolgen (zum Beispiel Weblinks, Zahlenfolgen, Passwörter) fehlerfrei und zeitsparend in andere Programme zu übertragen. Neben einfachem unformatierten Text können auch komplexere Datenstrukturen wie formatierter Text, Bilder, Tabellen usw. oder allgemein beliebige Objekte verarbeitet werden. Programme wie Microsoft Word oder Microsoft Excel erlauben das Einfügen von kopiertem Text mit der gleichen Formatierung wie im Ausgangsdokument, mit der Formatierung des Zieldokuments und ohne Formatierung.

## Technik
Als Zwischenspeicher wird von vielen Programmen die betriebssysteminterne Zwischenablage (Clipboard) verwendet. In Einzelfällen bringen Anwendungen wie Microsoft Office seit der Version Office 2007 aus Komfortgründen Systeme mit, die die Zwischenspeicherung von mehr als einem Datensatz erlauben. Programmintern kann das über einen gemeinsamen Speicherbereich auf dem Freispeicher realisiert sein.
Erweitert wurde die Funktion bei den gängigen Dateimanagern: So kann man neben Text auch ganze Dateien kopieren, wobei das Kopieren von Dateien meist in zwei Schritten erfolgt, um bei zu großen Dateien den Arbeitsspeicher nicht zu sehr zu belasten: Zunächst wird nur der Pfad (also die Ortsangabe) einer Datei gespeichert. Erst nach dem Einfügen wird die eigentliche Datei samt Inhalt kopiert bzw. verschoben. Die Datenübertragung zwischen Anwendungen kann unter Windows durch Technologien wie OLE oder DDE umgesetzt werden.
Beim Verschieben von Dateien unter Windows-NT-, XP- sowie -Server-2003-Betriebssystemen ist zu beachten, dass hier NTFS-Dateisystemberechtigungen mit übernommen wurden. Ab Windows Vista (NT 6.0) ist dieses Verhalten nicht mehr gegeben, allerdings lässt es sich mit einem Microsoft Hotfix nachinstallieren.

### Copy & Paste und Drag & Drop
Ist dieselbe Funktion in eine grafische Oberfläche eingebettet und visualisiert, heißt sie Drag and Drop („Ziehen und Fallenlassen“) – dieser Begriff geht aber über das reine Kopieren und Einfügen von Datensätzen hinaus. Außerdem wird bei dieser Variante in aller Regel nicht die Zwischenablage verwendet (Ausnahme beispielsweise Microsoft Excel).

## Handhabung
Es gibt im Prinzip vier Arten der Handhabung (wobei hier außer Acht gelassen wird, dass die zu kopierenden Elemente sowohl mit der Tastatur als auch mit der Maus markiert werden können). Untenstehend wird die Bezeichnung auf deutschen Tastaturen wiedergegeben. Für Schweizer oder US-amerikanische Tastaturen gilt: Strg = Ctrl, ⇧ = Shift, Entf = Del, Einfg = Ins:
| Rechner-Typ | Ausschneiden | Kopieren | Einfügen |
| --- | --- | --- | --- |
| Maus (moderne GUI) | Kontextmenü: Üblicherweise erscheint durch Rechtsklick nach Markieren ein Kontextmenü mit den entsprechenden Funktionen. Drag & Drop: Durch Ziehen von markierten Objekten (wie Texte, Bilder, Dateien etc.) bei gedrückter Ctrl/Strg-Taste.                     | Kontextmenü: Üblicherweise erscheint durch Rechtsklick nach Markieren ein Kontextmenü mit den entsprechenden Funktionen. Drag & Drop: Durch Ziehen von markierten Objekten (wie Texte, Bilder, Dateien etc.) bei gedrückter Ctrl/Strg-Taste.                     | Kontextmenü: Üblicherweise erscheint durch Rechtsklick nach Markieren ein Kontextmenü mit den entsprechenden Funktionen. Drag & Drop: Durch Ziehen von markierten Objekten (wie Texte, Bilder, Dateien etc.) bei gedrückter Ctrl/Strg-Taste.                     |
| Maus (UNIX-Konsole) | Üblicherweise wird der Text durch einfaches Markieren automatisch in die Zwischenablage kopiert. Das Einfügen erfolgt an Cursor-Stelle durch Klicken der mittleren Maustaste, oder gleichzeitiges Klicken beider Maustasten (bei Emulation der mittleren Taste). | Üblicherweise wird der Text durch einfaches Markieren automatisch in die Zwischenablage kopiert. Das Einfügen erfolgt an Cursor-Stelle durch Klicken der mittleren Maustaste, oder gleichzeitiges Klicken beider Maustasten (bei Emulation der mittleren Taste). | Üblicherweise wird der Text durch einfaches Markieren automatisch in die Zwischenablage kopiert. Das Einfügen erfolgt an Cursor-Stelle durch Klicken der mittleren Maustaste, oder gleichzeitiges Klicken beider Maustasten (bei Emulation der mittleren Taste). |
| Menü | Üblicherweise befinden sich im Bearbeiten-Menü von Anwendungen, die eine Bearbeitung von Inhalten erlauben, die Menüpunkte Ausschneiden, Kopieren, Einfügen/Einsetzen und Entfernen/Löschen.                                                                     | Üblicherweise befinden sich im Bearbeiten-Menü von Anwendungen, die eine Bearbeitung von Inhalten erlauben, die Menüpunkte Ausschneiden, Kopieren, Einfügen/Einsetzen und Entfernen/Löschen.                                                                     | Üblicherweise befinden sich im Bearbeiten-Menü von Anwendungen, die eine Bearbeitung von Inhalten erlauben, die Menüpunkte Ausschneiden, Kopieren, Einfügen/Einsetzen und Entfernen/Löschen.                                                                     |
| Tastatur (Windows)* | Strg+X ⇧+Entf² | Strg+C Strg+Einfg | Strg+V ⇧+Einfg |
| Tastatur (Mac)* | ⌘+X | ⌘+C | ⌘+V |
| Emacs (alle Betriebssysteme)* | Strg+W | Alt+W | Strg+Y, nachfolgend Alt+Y fügt stattdessen die vorletzte, drittletzte, …, zuvor kopierte oder ausgeschnittene Textstelle ein; dazu werden diese automatisch im Kill-ring gespeichert.                                                                            |
| Vi (alle Betriebssysteme) * | d | y | p (jeweils im Befehlsmodus) |
| * Nach dem Markieren des Textes/Datei.² Umschalt+Entf bei Dateiverwaltung nicht verwendbar, da diese Kombination dort die Funktion „Löschen ohne Papierkorb“ auslöst. | | | |

### Anleitung
- Zunächst wird im Quelldokument der entsprechende Abschnitt markiert – in den heutigen Betriebssystemen zum Beispiel per Maus.
- Dann wird er in die Zwischenablage kopiert („Copy“). Die Funktion kann meist aus einem Menü ausgewählt werden; üblich sind auch bestimmte Tastenkombinationen: In Windows und in Linux-Desktop-Umgebungen Strg+C, unter macOS cmd+C.
- Will man den markierten Abschnitt gleichzeitig von der Originalstelle löschen, dort also ausschneiden („Cut“), so bieten Windows-Systeme und KDE die Tastenkombination Strg+X, macOS cmd+X; alternativ gibt es entsprechende Menueinträge. Ausschneiden ist meistens mit dem Kopieren und umgehenden Löschen der Markierung verbunden.
- Zum Einfügen („Paste“) setzt man den Cursor an die gewünschte Stelle des Zieldokuments und wählt entweder den Menüeintrag oder drückt unter Windows Strg+V, unter macOS cmd+V.
- In allen genannten Betriebssystemen enthält die Zwischenablage anschließend immer noch das gleiche Material; es kann also auch mehrfach an verschiedenen Stellen eingefügt werden. Erst der nächste Copy- oder Cut-Vorgang überschreibt es dort.

Bei Dateien, aber auch zum Beispiel bei Zellen in Microsoft Excel, weicht das Verhalten der Ausschneiden-Funktion an zwei Stellen ab:
- Ausgeschnittene Daten werden erst beim nach erfolgreichem Einfügen am Herkunftsort gelöscht, wo sie bis dahin allerdings hervorgehoben werden. Bis zum Einfügen wird somit keinerlei Änderung durchgeführt und es gehen keine Daten verloren, wenn man andere Daten ausschneidet (oder kopiert).
- Das Einfügen ausgeschnittener Daten ist nur einmal möglich, da die Zwischenablage anschließend geleert wird.

### Paste Server
Im Internet gibt es Server, die öffentlich zugängliche Zwischenablagen zur Verfügung stellen (Pastebins). Diese werden zum Beispiel dafür benutzt, um längere Textpassagen, Konfigurationsdateien, Fehlerprotokolle oder Logdateien zugänglich zu machen, ohne sie direkt dort einzufügen.

## Begriff „Copy & Waste“ in Programmierkreisen
Aufgrund der Eigenschaft von Copy & Paste, dass nur die Informationen des markierten Textes kopiert werden und nicht die Referenzen nach außen hin, wird von Programmierern Copy & Paste auch als Copy & Waste (englisch für ‚Kopieren und Müll‘) bezeichnet, da redundanter Code erzeugt wird, der schlechter zu warten ist als wiederverwendeter (also lediglich verknüpfter) Code. Unter anderem ist es schwieriger, Programmfehler zu beheben oder Funktionalitäten zu erweitern, wenn der gleiche zu ändernde Programmcode an unterschiedlichen Stellen eingefügt wurde – und eventuell zusätzlich geringfügig verändert wurde. 2007 benannte sich ein von Jörg Albrecht mitbegründetes Theaterkollektiv in Berlin nach dem Begriff.

## „Copy & Paste“, Plagiat und Urheberrecht
Unter dem Schlagwort „Copy & Paste“ wird Kritik an einer Textkultur geübt, bei der Inhalte unter Missachtung von Urheberrechten aus dem Internet zusammenkopiert werden, ohne sich um eine eigene Darstellung zu bemühen. Dadurch können Plagiate und Urheberrechtsverletzungen entstehen; dies wird als eine Bedrohung einer fundierten Ausbildung und guten wissenschaftlichen Praxis angesehen. Der österreichische Medienwissenschaftler Stefan Weber behandelte das Thema in seinem Buch Das Google Copy-Paste-Syndrom (2007). Im Zusammenhang mit der Plagiatsaffäre Guttenberg (Februar und März 2011) wurde der Begriff häufig verwendet; dieser Affäre folgten einige weitere: das 2011 gegründete VroniPlag Wiki untersuchte die Dissertationen einiger anderer Politiker und Prominenter, denen die Dissertationen später ebenfalls aberkannt wurden. Der Grünen-Kanzlerkandidatin Annalena Baerbock warf Weber 2021 vor, in ihrem Buch Jetzt. Wie wir unser Land erneuern aus dem Internet kopierte Texte ohne Quellenangabe verwendet zu haben.

## Copypasta
Unter Copypasta wird das Spam-ähnliche Einfügen eines Textblockes verstanden. Eine Creepypasta ist eine durch Kopieren und Einfügen im Internet verbreitete Gruselgeschichte.